# Athalia Reumert
Athalia Henriette Anna Reumert, född Flammé den 5 oktober 1858 i Köpenhamn, död där den 29 september 1952, var en dansk balettdansös, gift med Elith Reumert, mor till Poul Reumert.
Athalia Reumert var 1875-95 dansös vid kungliga teatern och utförde med framgång lidelsefulla
mimiska partier, tills hon råkade skada sig vid en föreställning och därför måste lämna scenen.